# 溝口常俊
溝口 常俊（みぞぐち つねとし、1948年(昭和23年)11月8日 - ）は、日本の地理学者。名古屋大学名誉教授。

## 経歴
1948年、愛知県名古屋市で生まれた。愛知県立明和高等学校を卒業し、名古屋大学文学部史学地理学科に進んだ。1972年に卒業し、同大学院文学研究科に進学。1979年に博士後期課程を単位取得後満期退学。
1981年、名古屋大学文学部助手に採用された。1983年、富山大学教養部助教授に就いた。1994年に教授昇格。1996年、名古屋大学文学部教授に転じ、2001年からは環境学研究科教授。2002年、学位論文『日本近世の畑作地域史論』を京都大学に提出して文学博士号を取得。2013年に名古屋大学を定年退任し、名誉教授となった。

## 著作
著書
- 『日本近世・近代の畑作地域史研究』名古屋大学出版会） 2002
- 『インド・いちば・フィールドワーク：カースト社会のウラオモテ』ナカニシヤ出版(地球発見叢書) 2006

共編著
- 『南アジアの定期市：カースト社会における伝統的流通システム』石原潤共著、古今書院(日本地理学会海外地域研究叢書） 2006
- 『都市と農地景観』(アジアの歴史地理 2) 秋山元秀・金田章裕・高橋誠一・山田誠共編、朝倉書店 2008
- 『社会環境学の世界』竹内恒夫・高村ゆかり・川田稔共編、日本評論社 2010
- 『歴史と環境 歴史地理学の可能性を探る』阿部康久共編、花書院 2012
- 『古地図で楽しむなごや今昔』編著、風媒社(爽BOOKS) 2014
- 『名古屋地図さんぽ 明治・大正・昭和』監修、風媒社(爽BOOKS) 2015
- 『古地図で楽しむ尾張』編著、風媒社(爽BOOKS) 2017
- 『名古屋の江戸を歩く』編著、風媒社(爽BOOKS) 2021
- 『名古屋の明治を歩く』編著、風媒社(爽BOOKS) 2021

翻訳
- 『20世紀環境史』ジョン・マクニール（英語版）著、海津正倫共監訳、名古屋大学出版会 2011